# Davie
Davie és una població dels Estats Units a l'estat de Florida. Segons el cens de l'1 de juliol de 2007 tenia 90.329 habitants.

## Demografia
Segons el cens del 2000, Davie tenia 75.720 habitants, 28.682 habitatges, i 19.761 famílies. La densitat de població era de 874,5 habitants per km².
Dels 28.682 habitatges en un 36,7% hi vivien nens de menys de 18 anys, en un 51,8% hi vivien parelles casades, en un 12,6% dones solteres, i en un 31,1% no eren unitats familiars. En el 22,3% dels habitatges hi vivien persones soles el 6,3% de les quals corresponia a persones de 65 anys o més que vivien soles. El nombre mitjà de persones vivint en cada habitatge era de 2,64 i el nombre mitjà de persones que vivien en cada família era de 3,13.
Per edats la població es repartia de la següent manera: un 26,4% tenia menys de 18 anys, un 8,2% entre 18 i 24, un 33,4% entre 25 i 44, un 22,6% de 45 a 60 i un 9,4% 65 anys o més.
L'edat mediana era de 36 anys. Per cada 100 dones de 18 o més anys hi havia 91,4 homes.
La renda mediana per habitatge era de 47.014 $ i la renda mediana per família de 56.290 $. Els homes tenien una renda mediana de 38.756 $ mentre que les dones 30.016 $. La renda per capita de la població era de 23.271 $. Entorn del 6,9% de les famílies i el 9,8% de la població estaven per davall del llindar de pobresa.

## Poblacions més properes
El següent diagrama mostra les poblacions més properes.